# Грузька (притока Казенного Торця)
Грузька́ — річка в Покровському районі Донецької області, ліва притока річки Казенний Торець, басейн Сіверського Дінця.

## Опис
Довжина річки 21 км, похил — 3,5 м/км, найкоротша відстань між витоком і гирлом — 15,79 км, коефіцієнт звивистості річки — 1,33. Формується з декількох безіменних струмків та 8 водойм. Площа басейну 196 км².

## Розташування
Грузька бере початок на схід від села Вільного. Тече переважно на північний схід через села Золотий Колодязь, Веселе, Грузьке та Новомиколаївка. На північному заході від Торецька впадає в річку Казенний Торець, праву притоку Сіверського Дінця.

## Галерея

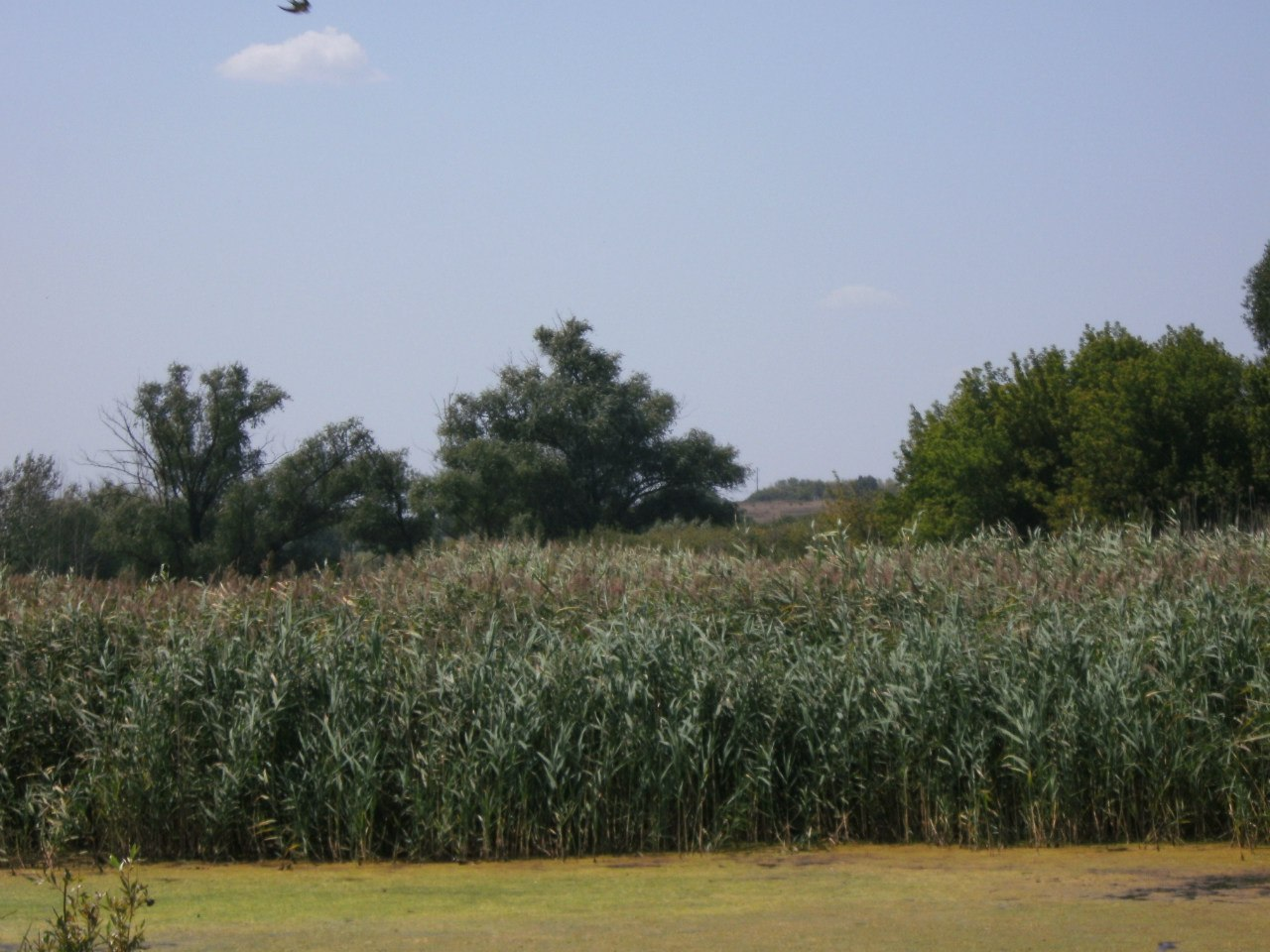
річка Грузька
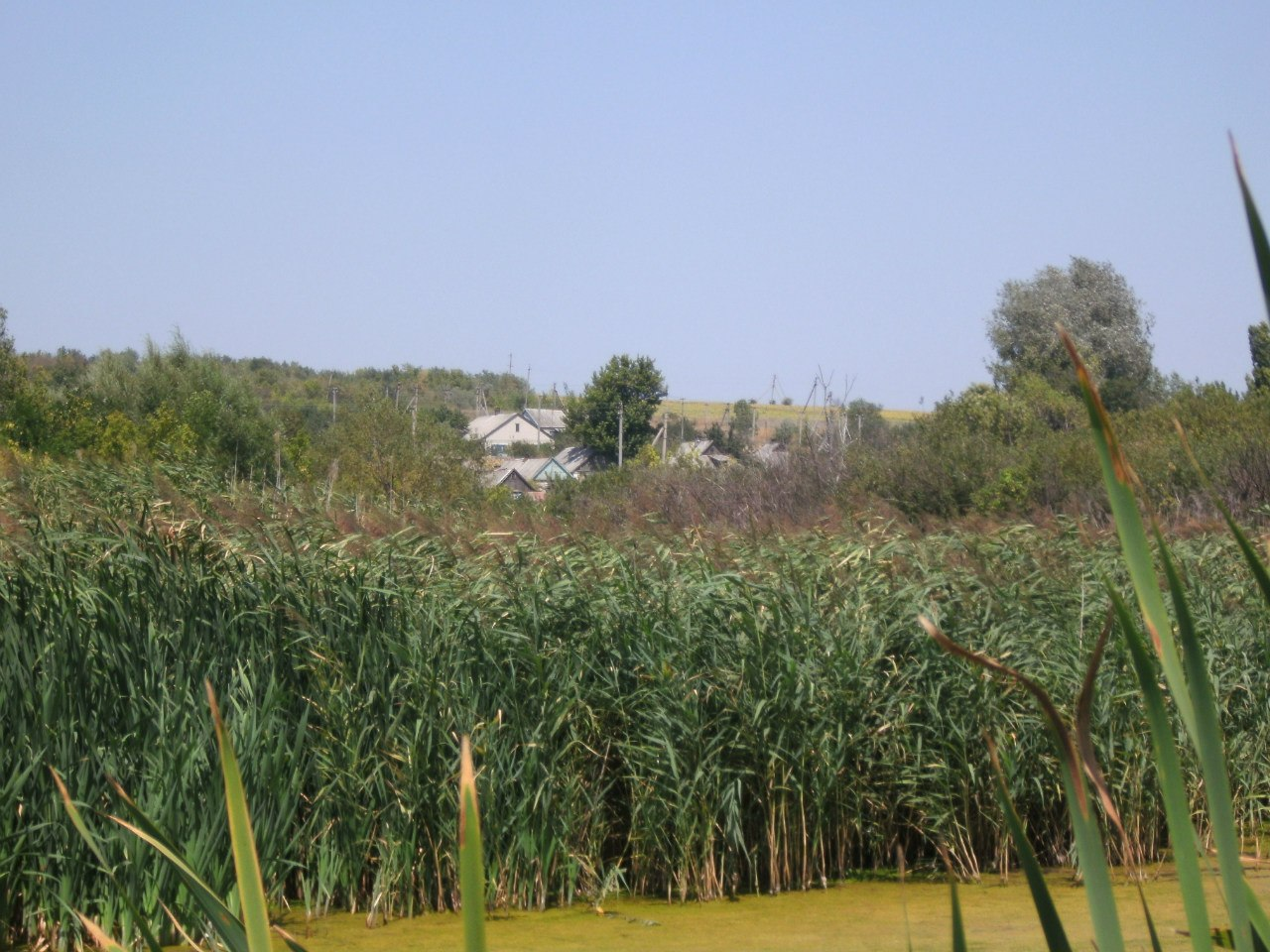
річка Грузька в Золотому Колодязі
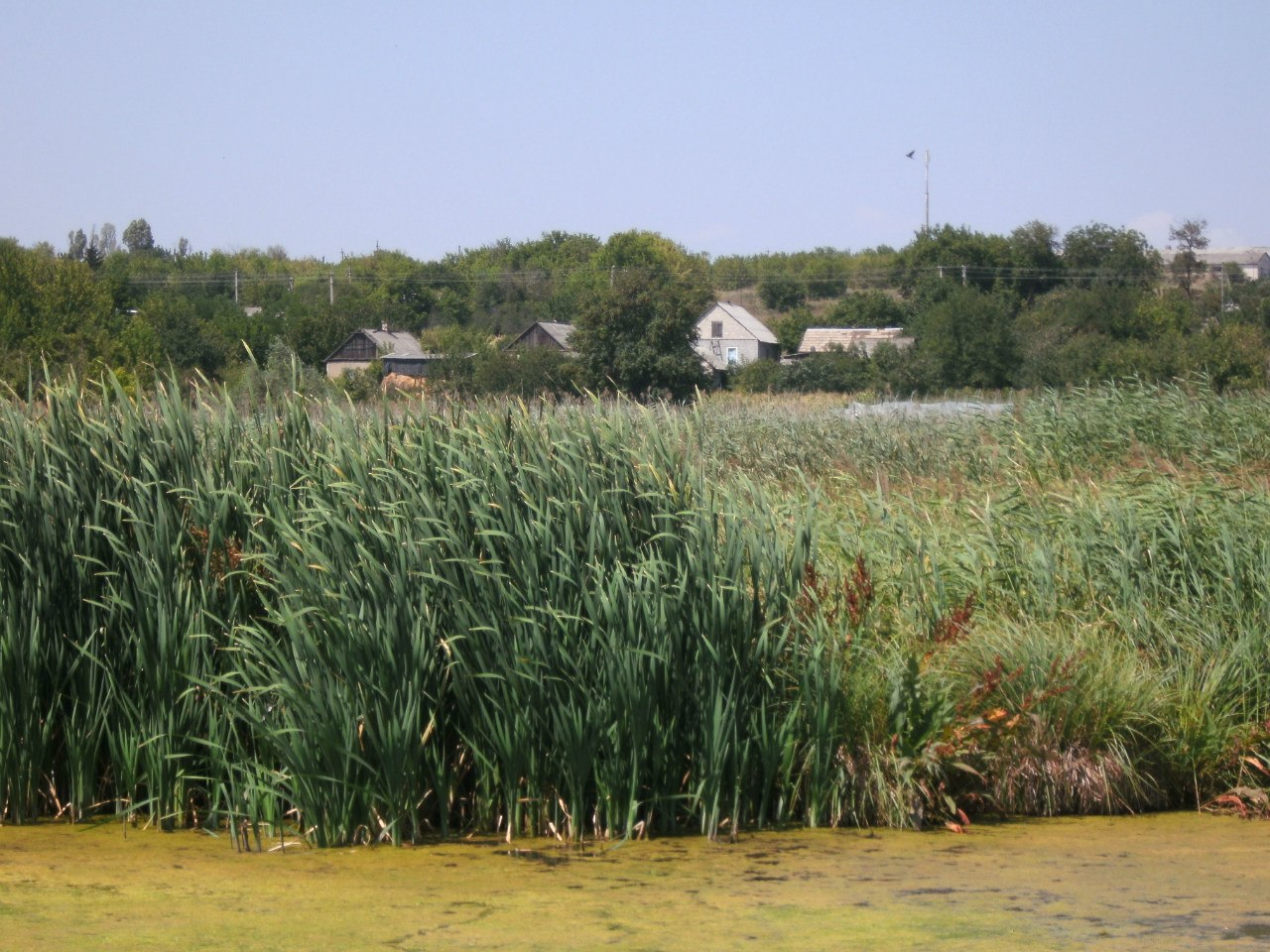
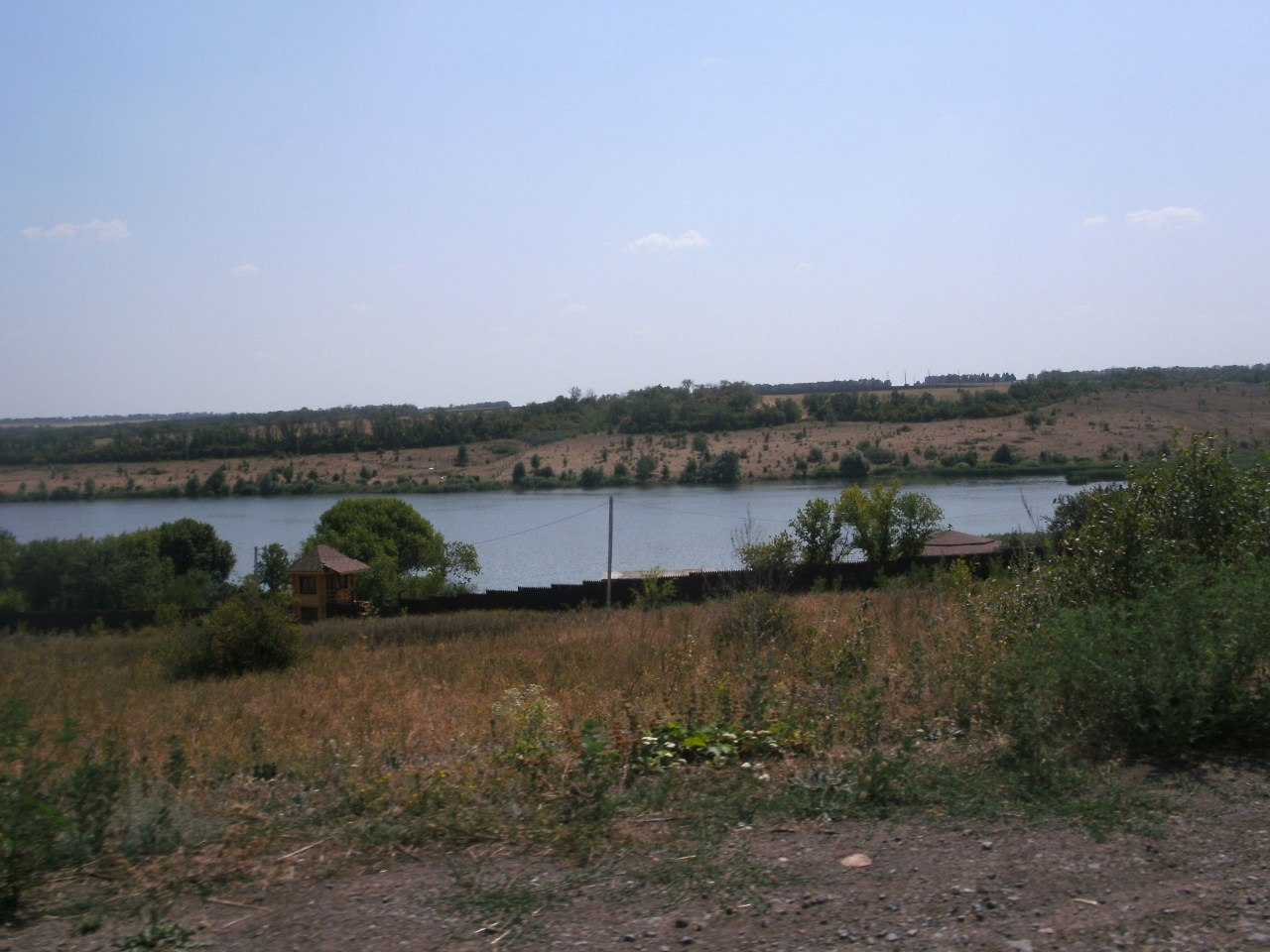
База відпочинку в долині річки
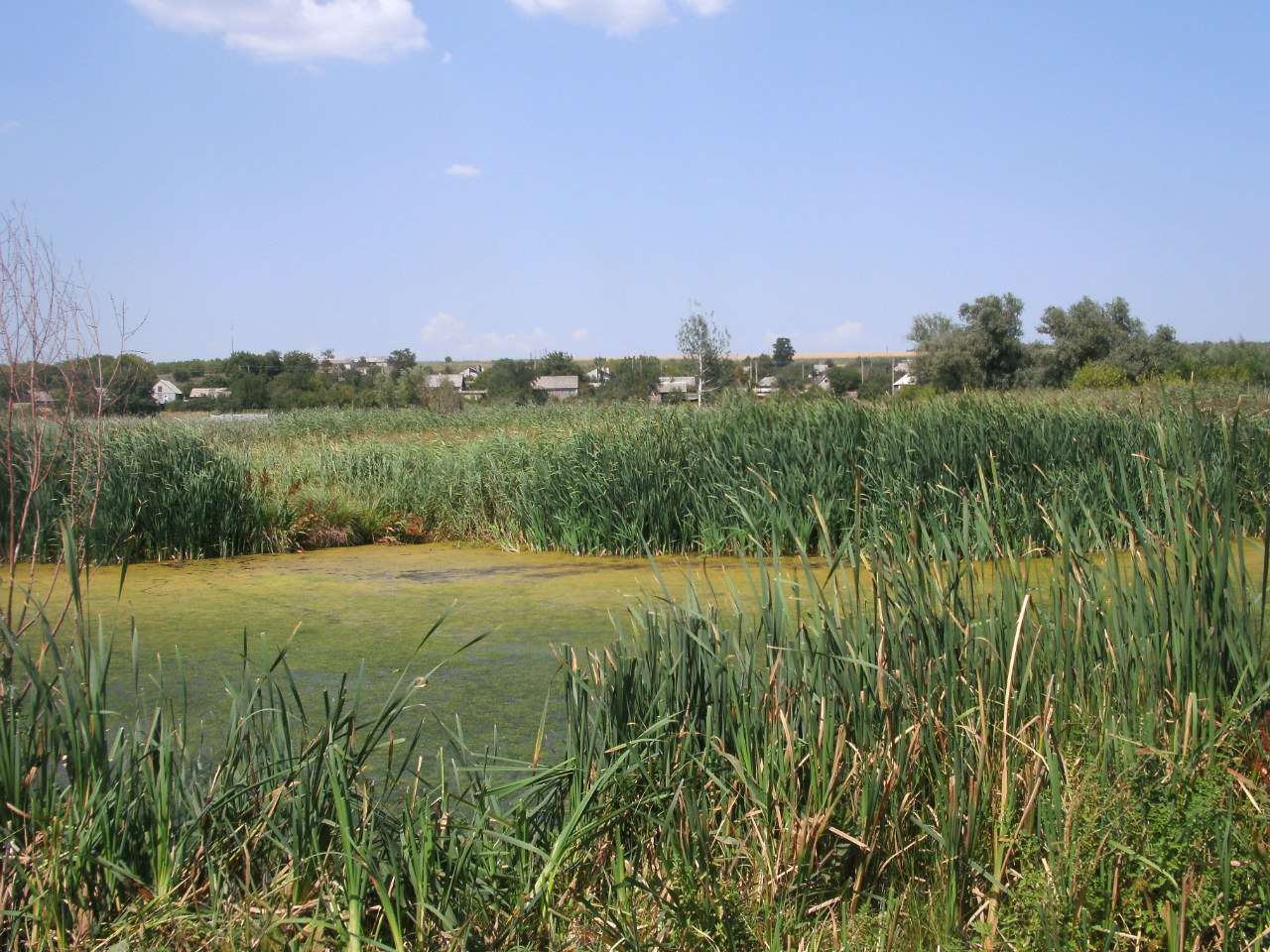